# Allen Thomas
Allen Thomas (11 octobre 1820 - 3 décembre 1907) est un brigadier général de l'armée de États confédérés, au cours de la guerre de Sécession (guerre civile). Il naît dans le comté de Howard, au Maryland et devient avocat, mais il déménage en Louisiane à la fin des années 1850 et devient planteur et colonel dans la milice de Louisiane. Après la guerre, il est planteur, électeur présidentiel en 1872 et 1880, professeur d'agriculture à l'université de l'État de Louisiane et inventeur au United States Mint à la Nouvelle-Orléans, en Louisiane. Il déménage en Floride en 1889. Entre 1894 et 1897, il est ambassadeur des États-Unis au Venezuela. Il déménage au Mississippi en 1907 et y meurt dans l'année. Il est enterré à Donaldsonville, Louisiane.

## Avant la guerre
Allen Thomas naît le 11 octobre 1830 dans le comté de Howard, dans le Maryland. Il est diplômé de l'université de Princeton en 1850 et devient avocat,. Après son mariage, en 1857, il déménage en Louisiane, où il devient planteur et colonel de la milice de Louisiane. Il est le beau-frère du lieutenant général confédéré Richard Taylor,.

## Guerre de Sécession
Allen Thomas rejoint le 29th Louisiana Infantry comme commandant en juillet 1861. Le 3 mai 1862, il est promu colonel du régiment, quand il est élargi de sa taille initiale à celle d'un bataillon. Il commande une brigade dans le département confédéré du Mississippi et de l'Est de la Louisiane, en décembre 1862 et janvier 1863. Il se bat dans la campagne de Vicksburg, notamment à la bataille de Chickasaw Bayou (Chickasaw Bluffs ou Walnut Hills). Pendant le siège de Vicksburg, Thomas et son état-major régimentaire occupent Planters Hall, un bâtiment qui survit et est répertorié sur le registre national des États-Unis des lieux historiques. Thomas est capturé lors de la chute de Vicksburg, le 4 juillet 1863 et est échangé plus tard. Après sa libération, il apporte le rapport du lieutenant-général John C. Pemberton sur la chute de Vicksburg à Richmond. Il sert ensuite à la réorganisation des prisonniers libérés sur parole et échangés. Thomas est promu brigadier général le 4 février 1864. Il est affecté au service de son beau-frère, le lieutenant-général Richard Taylor, à Alexandria, en Louisiane, où il commande une brigade de cinq régiments de Louisiane et un bataillon.
De septembre 1864 au 26 mai 1865, à l'exception du 17 mars 1865 au 10 mai 1865, lorsqu'il commande la division du major général Camille Armand Jules Marie, Prince de Polignac lorsque Polignac part en France pour demander de l'aide pour la Confédération à Napoléon III, Thomas commande une brigade dans la division de Polignac au sein de  l'armée confédérée du Trans-Mississippi.
Allen Thomas est libéré sur parole à Natchitoches, en Louisiane le 8 juin 1865 et gracié le 19 juillet 1865.

## Conséquences
Après la guerre de Sécession, Thomas retourne dans sa plantation. Il devient professeur d'agriculture et membre du conseil de surveillance à l'université d'État de Louisiane en 1882-1884. Il est électeur présidentiel en 1872 et 1880. Ensuite, il devient inventeur à l'United States Mint à la Nouvelle-Orléans. Thomas est nommé pour se porter candidat au Congrès en 1876, mais il refuse. En 1889, il part en Floride. Il est ambassadeur des États-Unis au Venezuela entre 1894 et 1897.
Thomas part à Waveland, Mississippi, où il a acheté une plantation, en 1907, où il meurt le 3 décembre 1907 de la malaria. Thomas Allen est enterré dans le cimetière de l'église catholique de l'Ascension, à Donaldsonville, Louisiane, dans le caveau familial de sa femme.